# Moddi
Pål Moddi Knutsen là một nhạc sĩ Na Uy. Âm nhạc của anh ta được mô tả như một sự pha trộn của âm nhạc dân gian và nhạc pop, Mặc dù ông xem mình như là một ca sĩ và người kể chuyện. Moddi ngoài ra còn được công nhận là một nhà hoạt động chính trị và xã hội.
Moddi nổi tiếng với giải thích và dịch các bản nhạc của các nghệ sĩ khác, như Vashti Bunyan, Pussy Riot và nhà thơ Na Uy Helge Stanges.

## Tiểu sử
Pål Knutsen sinh ngày 18 tháng 2 năm 1987 và lớn lên tại đảo Senja ở Bắc Na Uy. Ông ra mắt lúc 5 tuổi trên đài phát thanh địa phương Draugen, hát một bài hò của thủy thủ truyền thống. Khi còn nhỏ, Knutsen học nhạc piano cổ điển, Cornet trong ban nhạc của trường, guitar bass trong các ban nhạc rock khác nhau và trình diễn như một rapper.
Năm 18 tuổi, ông lấy tên cũ của gia đình Moddi và bắt đầu viết các bài hát riêng của mình dưới cái tên đó. Sau khi học xong trung học, Moddi lúc 20 tuổi nghỉ một năm và "du lịch, trình diễn nhạc và vui chơi cho đến khi tôi sài hết túi tiền của mình".
Moddi là một thành viên của cộng đồng xung quanh trung tâm văn hóa Kråkeslottet ở Senja, nơi ông tham gia các lễ hội ở đó hàng năm. Ông hiện đang viết luận án thạc sĩ tại Trung tâm về Phát triển và Môi trường (SUM) tại Đại học Oslo.

## Sự nghiệp âm nhạc

### Ban đầu
Đĩa nhạc đầu tay của Moddi, Random Skywriting EP, được thu âm trong phòng ngủ của một người bạn và được phân phối chỉ trong 20 bản, sản xuất bằng tay. NRK Urørt, một chương trình phát thanh nghệ thuật Na Uy mới nổi, cho EP này chơi thường xuyên tại kênh radio NRK P3. Năm sau, Moddi thực hiện một só buổi trình diễn đầu tiên của mình như by:Larm và Øyafestivalen, nơi ông nhận được nhiều đánh giá tốt, trong đó có tạp chí trực tuyến Pitchfork.